# Джонс-Морленд, Бетси
Бетси Джонс-Морленд (англ. Betsy Jones-Moreland; 1 апреля 1930, Бруклин, Нью-Йорк — 1 мая 2006, Эль-Монте, Калифорния) — американская актриса кино и телевидения.

## Биография
Мэри Элизабет Джонс (настоящее имя актрисы) родилась 1 апреля 1930 года в Бруклине (Нью-Йорк). Окончив школу и колледж, начала работать секретаршей и стенографисткой, с 1956 года начала сниматься в кино, а с 1958 года — в телефильмах и телесериалах. За 23 года (1956—1979) появилась в 60 фильмах и сериалах, затем, после длительного перерыва, с 1990 по 1993 года исполнила роль судьи в семи телефильмах о Перри Мейсоне.
Бетси Джонс-Морленд скончалась 1 мая 2006 года в городе Эль-Монте (штат Калифорния) от рака.

## Избранная фильмография

### Широкий экран
В титрах указана
- 1957 — Сага о женщинах-викингах и об их путешествии к водам Великого морского змея / The Saga of the Viking Women and Their Voyage to the Waters of the Great Sea Serpent — Тайра
- 1959 — День преступника[англ.] / Day of the Outlaw — миссис Престон
- 1960 — Последняя женщина на Земле / Last Woman on Earth — Эвелин Герн
- 1961 — Существо из моря призраков[англ.] / Creature from the Haunted Sea — Мэри-Белль Монахан[5]
- 1975 — Гинденбург / The Hindenburg — Имхофф, стюардесса
- 1976 — Последний магнат / The Last Tycoon — леди Райтер
- 1979 — Джони[англ.] / Joni — миссис Барбер

В титрах не указана
- 1956 — Всё лучшее в жизни — бесплатно[англ.] / The Best Things in Life Are Free — секретарша
- 1957 — Текстильные джунгли / The Garment Jungle — секретарша
- 1957 — Операция «Безумная вечеринка»[англ.] / Operation Mad Ball — лейтенант Буши
- 1958 — Правдивая история Линн Стюарт[англ.] / The True Story of Lynn Stuart — Джинджер
- 1958 — Кричащая женщина / Screaming Mimi — Джен
- 1960 — Каждый раз как чужие[англ.] / Strangers When We Meet — миссис Геранди
- 1967 — Резня в день Святого Валентина / The St. Valentine's Day Massacre — интервьюер у бассейна

### Телевидение
- 1958 — Студия 1[англ.] / Studio One — Китти О’Донохью (в эпизоде Birthday Present)
- 1959 — Отряд М[англ.] / M Squad — Карла Кинросс (в эпизоде The Harpies)
- 1959 — Перри Мейсон / Perry Mason — Лорри Гарвин (в эпизоде The Case of the Dubious Bridegroom)
- 1959 — Театр Alcoa[англ.] / Alcoa Theatre — Харриет МакЛор (в эпизоде Small Bouquet)
- 1959 — Театр «Дженерал Электрик»[англ.] / General Electric Theater — разные роли (в 2 эпизодах)
- 1959—1960 — Освободите место папаше[англ.] / Make Room for Daddy — разные роли (в 2 эпизодах[англ.])
- 1960 — Отец-холостяк[англ.] / Bachelor Father — Мелани Баннистер (в эпизоде Kelly: The Career Woman)
- 1960—1961 — Есть оружие — будут и путешествия[англ.] / Have Gun – Will Travel — разные роли (в 2 эпизодах[англ.])
- 1960, 1962, 1965 — Шоу Донны Рид / The Donna Reed Show — разные роли (в 4 эпизодах)
- 1961—1962 — Шоссе 66[англ.] / Route 66 — разные роли (в 2 эпизодах[англ.])
- 1961, 1964 — Три моих сына[англ.] / My Three Sons — разные роли (в 2 эпизодах[англ.])
- 1962 — Флот Макхейла[англ.] / McHale's Navy — лейтенант Кейси Браун (в эпизоде McHale and His Seven Cupids)
- 1963 — Доктор Килдэр[англ.] / Dr. Kildare — Рут Джона (в эпизоде A Trip to Niagara)
- 1963 — Бонанза / Bonanza — Нора Уитли (в эпизоде Five into the Wind[англ.])
- 1963 — Дымок из ствола / Gunsmoke — Тесс (в эпизоде Kate Heller[англ.])
- 1963 — Мой любимый марсианин[англ.] / My Favorite Martian — мисс Уивер (в эпизоде Man or Amoeba)
- 1963—1965 — Бен Кейси / Ben Casey — разные роли (в 3 эпизодах[англ.])
- 1964 — За гранью возможного / The Outer Limits — Джули Гриффит (в эпизоде The Mutant)
- 1964 — Профили мужества[англ.] / Profiles in Courage — Салли (в эпизоде Governor John M. Slaton)
- 1965 — Флиппер / Flipper — Линн Борден (в эпизоде Lifeguard[англ.])
- 1967, 1969 — Защитник Джадд[англ.] / Judd, for the Defense — разные роли (в 2 эпизодах)
- 1969 — Айронсайд[англ.] / Ironside — Карен Мартин (в эпизоде A Drug on the Market[англ.])
- 1969 — Призрак и миссис Мьюр[англ.] / The Ghost & Mrs. Muir — миссис Пост (в эпизоде The Great Power Failure)
- 1970 — Светлые перспективы[англ.] / Bright Promise — Элизабет Уокер (в 2 эпизодах)
- 1971 — Смелые: Адвокаты[англ.] / The Bold Ones: The Lawyers — Хейзел Эбботт (в эпизоде The Search for Leslie Grey)
- 1972 — Смелые: Новые доктора[англ.] / The Bold Ones: The New Doctors — мисс Уокер (в эпизоде A Substitute Womb[англ.])
- 1972, 1975, 1977 — Дни нашей жизни / Days of Our Lives — разные роли (в 20 эпизодах)
- 1973 — Бриджит любит Берни[англ.] / Bridget Loves Bernie — миссис О’Шэй (в эпизоде To Teach or Not to Teach)
- 1973 — Тома[англ.] / Toma — менеджер (в эпизоде Blockhouse Breakdown)
- 1974 — Полицейская история[англ.] / Police Story — хозяйка мотеля (в эпизоде Wyatt Earp Syndrome[англ.])
- 1978 — Женщина-полицейский / Police Woman — Карен (в эпизоде Murder with Pretty People[англ.])
- 1990 — Дело замолчавшей певицы / The Case of the Silenced Singer — судья
- 1991 — Дело жестокого репортёра / The Case of the Ruthless Reporter — судья Элинор Харрелсон
- 1991 — Дело оклевётанного бандита / The Case of the Maligned Mobster — судья Элинор Харрелсон
- 1991 — Дело о стеклянном гробе / The Case of the Glass Coffin — судья
- 1992 — Дело о фатальной фальсификации / The Case of the Fatal Framing — судья Элинор Харрелсон
- 1993 — Дело об эликсире молодости / The Case of the Skin-Deep Scandal — судья Элинор Харрелсон
- 1993 — Дело о подставленной радиоведущей / The Case of the Telltale Talk Show Host — судья Элинор Харрелсон

- В сериале «Филип Марлоу» (1960)
- В фильме «Существо из моря призраков[англ.]» (1961)